# Alocasia augustiana
Alocasia augustiana là một loài thực vật có hoa trong họ Ráy (Araceae). Loài này được L.Linden & Rodigas mô tả khoa học đầu tiên năm 1886.